# Eremophila phillipsii
Eremophila phillipsii är en flenörtsväxtart som beskrevs av Ferdinand von Mueller. Eremophila phillipsii ingår i släktet Eremophila och familjen flenörtsväxter. Inga underarter finns listade i Catalogue of Life.